# Eryngium polycephalum
Eryngium polycephalum är en flockblommig växtart som beskrevs av Heinrich Carl Haussknecht och H.Wolff. Eryngium polycephalum ingår i släktet martornar, och familjen flockblommiga växter. Inga underarter finns listade i Catalogue of Life.